# Торессон, Турбьёрн
Нильс Турбьёрн Торессон (швед. Nils Thorbjörn Thoresson; род. 1959, Сундсвалль) — шведский гребец-байдарочник, выступал за сборную Швеции в первой половине 1980-х годов. Участник летних Олимпийских игр в Москве, серебряный призёр чемпионата мира, победитель многих регат национального значения.

## Биография
Турбьёрн Торессон родился 29 декабря 1959 года в городе Сундсвалль, лен Вестерноррланд. Активно заниматься греблей начал с раннего детства, проходил подготовку в Тимро в местном каноэ-клубе под названием «Фагервикс».
Первого серьёзного успеха на взрослом международном уровне добился в 1980 году, когда попал в основной состав шведской национальной сборной и благодаря череде удачных выступлений удостоился права защищать честь страны на летних Олимпийских играх в Москве — в зачёте четырёхместных экипажей на дистанции 1000 метров сумел дойти до финальной стадии, однако в решающем заезде финишировал лишь девятым.
В 1985 году Торессон побывал на чемпионате мира в бельгийском Мехелене, откуда привёз награду серебряного достоинства, выигранную в четвёрке на десяти километрах вместе с такими гребцами как Томми Карлс, Бенгт Андерссон и Петер Экстрём — лучше финишировал только экипаж из Венгрии. Вскоре по окончании этих соревнований принял решение завершить карьеру профессионального спортсмена, уступив место в сборной молодым шведским гребцам.